# Cup of Russia de 2010
Cup of Russia de 2010 foi a décima quinta edição da Cup of Russia, um evento anual de patinação artística no gelo organizado pela Federação de Patinação Artística da Rússia (em russo:  Федерация фигурного катания на коньках Росси), e que fez parte do Grand Prix de 2010–11. A competição foi disputada entre os dias 19 de novembro e 21 de novembro, na cidade de Moscou, Rússia.

## Eventos
- Individual masculino
- Individual feminino
- Duplas
- Dança no gelo

## Medalhistas
| Evento                        | Ouro                                         | Prata                                   | Bronze                                      |
| Individual masculino detalhes | Tomáš Verner · República Tcheca              | Patrick Chan · Canadá                   | Jeremy Abbott · Estados Unidos              |
| Individual feminino detalhes  | Miki Ando · Japão                            | Akiko Suzuki · Japão                    | Ashley Wagner · Estados Unidos              |
| Duplas detalhes               | Yuko Kavaguti · Alexander Smirnov · Rússia   | Narumi Takahashi · Mervin Tran · Japão  | Amanda Evora · Mark Ladwig · Estados Unidos |
| Dança no gelo detalhes        | Ekaterina Bobrova · Dmitri Soloviev · Rússia | Nóra Hoffmann · Maxim Zavozin · Hungria | Elena Ilinykh · Nikita Katsalapov · Rússia  |

## Resultados

### Individual masculino
| Pos.              | Nome               | Nacionalidade    | Pontos | PC         | PL          |
| ----------------- | ------------------ | ---------------- | ------ | ---------- | ----------- |
| Medalha de ouro   | Tomáš Verner       | República Tcheca | 230.31 | 74.10 (3)  | 156.21 (1)  |
| Medalha de prata  | Patrick Chan       | Canadá           | 227.21 | 81.96 (1)  | 145.25 (2)  |
| Medalha de bronze | Jeremy Abbott      | Estados Unidos   | 217.21 | 77.61 (2)  | 139.60 (4)  |
| 4                 | Samuel Contesti    | Itália           | 207.30 | 65.69 (9)  | 141.61 (3)  |
| 5                 | Alban Préaubert    | França           | 204.68 | 70.50 (5)  | 134.18 (5)  |
| 6                 | Artur Gachinski    | Rússia           | 202.94 | 72.41 (4)  | 130.53 (7)  |
| 7                 | Yuzuru Hanyu       | Japão            | 202.66 | 70.24 (6)  | 132.42 (6)  |
| 8                 | Ivan Tretiakov     | Rússia           | 189.85 | 65.61 (10) | 124.24 (8)  |
| 9                 | Javier Fernández   | Espanha          | 184.06 | 66.46 (8)  | 117.60 (10) |
| 10                | Konstantin Menshov | Rússia           | 181.15 | 67.34 (7)  | 113.81 (12) |
| 11                | Tatsuki Machida    | Japão            | 177.01 | 56.37 (12) | 120.64 (9)  |
| 12                | Anton Kovalevski   | Ucrânia          | 175.54 | 60.05 (11) | 115.49 (11) |

### Individual feminino
| Pos.              | Nome              | Nacionalidade  | Pontos | PC         | PL         |
| ----------------- | ----------------- | -------------- | ------ | ---------- | ---------- |
| Medalha de ouro   | Miki Ando         | Japão          | 174.47 | 54.00 (5)  | 120.47 (1) |
| Medalha de prata  | Akiko Suzuki      | Japão          | 172.74 | 57.43 (1)  | 115.31 (2) |
| Medalha de bronze | Ashley Wagner     | Estados Unidos | 167.02 | 56.17 (3)  | 110.85 (3) |
| 4                 | Agnes Zawadzki    | Estados Unidos | 153.78 | 56.84 (2)  | 96.94 (8)  |
| 5                 | Valentina Marchei | Itália         | 153.71 | 53.61 (6)  | 100.10 (4) |
| 6                 | Sofia Biryukova   | Rússia         | 153.05 | 54.99 (4)  | 98.06 (5)  |
| 7                 | Ksenia Makarova   | Rússia         | 150.45 | 52.93 (8)  | 97.52 (6)  |
| 8                 | Myriane Samson    | Canadá         | 144.32 | 53.26 (7)  | 91.06 (9)  |
| 9                 | Alena Leonova     | Rússia         | 144.06 | 46.61 (9)  | 97.45 (7)  |
| 10                | Elena Glebova     | Estônia        | 131.20 | 45.78 (10) | 85.42 (10) |

### Duplas
| Pos.              | Nome                                 | Nacionalidade  | Pontos | PC        | PL         |
| ----------------- | ------------------------------------ | -------------- | ------ | --------- | ---------- |
| Medalha de ouro   | Yuko Kavaguti / Alexander Smirnov    | Rússia         | 182.70 | 61.91 (1) | 120.79 (1) |
| Medalha de prata  | Narumi Takahashi / Mervin Tran       | Japão          | 165.47 | 55.90 (2) | 109.57 (3) |
| Medalha de bronze | Amanda Evora / Mark Ladwig           | Estados Unidos | 162.85 | 52.58 (4) | 110.27 (2) |
| 4                 | Katarina Gerboldt / Alexander Enbert | Rússia         | 160.42 | 53.62 (3) | 106.80 (4) |
| 5                 | Paige Lawrence / Rudi Swiegers       | Canadá         | 154.67 | 51.67 (5) | 103.00 (5) |
| 6                 | Stefania Berton / Ondřej Hotárek     | Itália         | 150.85 | 49.78 (7) | 101.07 (6) |
| 7                 | Britney Simpson / Nathan Miller      | Estados Unidos | 145.78 | 50.28 (6) | 95.50 (7)  |
| 8                 | Tatiana Novik / Mikhail Kuznetsov    | Rússia         | 136.85 | 45.48 (8) | 91.37 (8)  |

### Dança no gelo
| Pos.              | Nome                                | Nacionalidade    | Pontos | DC        | DL        |
| ----------------- | ----------------------------------- | ---------------- | ------ | --------- | --------- |
| Medalha de ouro   | Ekaterina Bobrova / Dmitri Soloviev | Rússia           | 154.33 | 60.80 (1) | 93.53 (1) |
| Medalha de prata  | Nóra Hoffmann / Maxim Zavozin       | Hungria          | 142.09 | 57.24 (3) | 84.85 (3) |
| Medalha de bronze | Elena Ilinykh / Nikita Katsalapov   | Rússia           | 134.79 | 49.14 (6) | 85.65 (2) |
| 4                 | Kristina Gorshkova / Vitali Butikov | Rússia           | 127.47 | 51.97 (4) | 75.50 (4) |
| 5                 | Lucie Myslivečková / Matěj Novák    | República Tcheca | 123.70 | 48.45 (7) | 75.25 (5) |
| 6                 | Federica Faiella / Massimo Scali    | Itália           | 57.65  | 57.65 (2) | — (WD)    |
| 7                 | Madison Hubbell / Keiffer Hubbell   | Estados Unidos   | 50.59  | 50.59 (5) | — (WD)    |
| 8                 | Alexandra Paul / Mitchell Islam     | Canadá           | 45.75  | 45.75 (8) | — (WD)    |

## Quadro de medalhas
| Ordem | País             | Medalha de ouro | Medalha de prata | Medalha de bronze |    | Ordem por total |
| ----- | ---------------- | --------------- | ---------------- | ----------------- | -- | --------------- |
| 1     | Rússia           | 2               |                  | 1                 | 3  | 1               |
| 2     | Japão            | 1               | 2                |                   | 3  | 1               |
| 3     | República Tcheca | 1               |                  |                   | 1  | 4               |
| 4     | Canadá           |                 | 1                |                   | 1  | 4               |
| 4     | Hungria          |                 | 1                |                   | 1  | 4               |
| 6     | Estados Unidos   |                 |                  | 3                 | 3  | 1               |
| TOTAL | TOTAL            | 4               | 4                | 4                 | 12 | —               |